# Caio Volasena Severo
Caio Volasena Severo (em latim: Gaius Volasenna Severus) foi um senador romano nomeado cônsul sufecto para o nundínio de novembro e dezembro de 47 com Cneu Hosídio Geta. Públio Volasena, cônsul sufecto em 65 e procônsul da Ásia em 62, era seu irmão.